# Zach Mettenberger
(en) Statistiques sur pro-football-reference
Zach Mettenberger, né le 16 juillet 1991 à Watkinsville dans l'État de Géorgie (États-Unis), est un joueur américain de football américain qui évoluait au poste de quarterback.
Après une carrière universitaire au sein des Tigers de LSU, il est sélectionné lors de la draft 2014 de la NFL par les Titans du Tennessee au sixième tour et devient titulaire au milieu de sa première saison professionnelle. Après deux saisons avec les Titans, il est par la suite membre des Chargers de San Diego et des Steelers de Pittsburgh, sans toutefois jouer la moindre partie.

## Biographie

### Jeunesse
Il suit des études secondaires au lycée du comté d'Oconee (Oconee County High School) de sa ville natale, Watkinsville, en Géorgie. Il y joue dans l'équipe de football américain en tant que quarterback.
Lors de sa dernière année (senior), il lance pour 2 106 yards, 19 touchdowns et 6 interceptions, et est bien classé par le site Rivals.com.

### Carrière universitaire
Bien qu'ayant choisi l'université de Géorgie où il est Redshirt pendant la saison 2009, il est exclu après une condamnation pour deux délits d'agression sexuelle en 2010. Il intègre un collège communautaire, le Butler Community College, au Kansas. Durant sa seule saison, il y réalise 2 678 yards à la passe, 36 touchdowns et 4 interceptions, conduisant l'équipe au titre de champion avec 11 victoires pour une seule défaite.
Dès la saison suivante, en 2011, il intègre l'université d'État de Louisiane et son équipe des Tigers de LSU, une des meilleures équipes du pays, évoluant au plus haut niveau du championnat universitaire (la NCAA), au sein de la South Eastern Conference.
Après une première saison en tant que remplaçant où il joue très peu, il devient en 2012, le quarterback titulaire après l'arrivée d'un nouveau coordinateur offensif. Il y réalise deux belles saisons (10 victoires pour 3 défaites en 2012 ; 9 victoires et 3 défaites en 2013) et devient le premier quarterback de l'histoire de LSU à lancer plus de 2 500 yards deux saisons consécutives.
Hélas, il se blesse gravement lors du dernier match de saison régulière avec une rupture des ligaments du genou qui le prive de disputer un bowl.
En tout, ses statistiques universitaires sont de 8 461 yards à la passe, 66 touchdowns et 19 interceptions et un bilan largement positif de victoires.

#### Statistiques
Le tableau suivant reprend les statistiques complètes de Zach Mettenberger en saison régulière au cours de sa carrière universitaire :
| Année  | Équipe | MJ     |         | Passes   | Passes | Passes | Passes | Passes | Passes | Passes  |       | Courses | Courses | Courses | Courses |
| Année  | Équipe | MJ     | Tentées | Réussies | Pct.   | Yards  | TD     | Int.   | Éval.  | Tentées | Yards | Moy.    | TD      |         |         |
| 2011   | LSU    | 5      | 8       | 11       | 72,7   | 92     | 1      | 0      | 173,0  | 2       | 28    | 14,0    | 0       |         |         |
| 2012   | LSU    | 13     | 207     | 352      | 58,8   | 2 609  | 12     | 7      | 128,3  | 47      | -208  | -4,4    | 0       |         |         |
| 2013   | LSU    | 12     | 192     | 296      | 64,9   | 3 082  | 22     | 8      | 171,4  | 34      | -133  | -3,9    | 0       |         |         |
| Totaux | Totaux | Totaux | 407     | 659      | 61,8   | 5 783  | 35     | 15     | 148,4  | 83      | -313  | -3,8    | 0       |         |         |

### Carrière professionnelle
En avril 2014, il est choisi par les Titans du Tennessee au 6e tour, à la 178e position au total lors de la draft 2014 de la NFL en tant que remplaçant.
Il fait ses débuts professionnels le 28 septembre 2014 à la suite de la blessure de Jake Locker, le quarteback titulaire des Titans. Un mois plus tard, le 22 octobre 2014 contre les Texans de Houston, il devient le nouveau quarterback titulaire de la franchise du Tennessee en raison des mauvaises performances de Jake Locker et Charlie Whitehurst. Il se blesse l'épaule pendant une partie contre les Giants de New York et rate les trois derniers matchs de la saison. Il est le quarterback titulaire des Titans dans six parties en 2014, toutes des défaites.
Il passe la saison 2015 comme quarterback remplaçant pour le rookie Marcus Mariota. Il est libéré par les Titans le 12 mai 2016.
Il est réclamé au ballottage le 13 mai 2016 par les Chargers de San Diego. Il est libéré par les Chargers le 30 août 2016
Il est réclamé au ballottage le 31 août 2016 par les Steelers de Pittsburgh. Il ne joue pas la moindre partie au cours de la saison 2016. Il est libéré le 1er mai 2017 après le sélectionnement de Joshua Dobbs par les Steelers au cours de la draft 2017 de la NFL.
En avril 2018, il est assigné à l'équipe de l'Ouest de la Spring League (en).
En août 2018, il signe avec le Memphis Express pour la saison inaugurale de l'Alliance of American Football. Il est sélectionné par l'équipe au quatrième tour du draft des quarterbacks de 2019 du AAF. La ligue cesse ses activités en avril 2019.

#### Statistiques
Le tableau suivant reprend les statistiques complètes de Mettenberger en saison régulière au cours de sa carrière :
| Année  | Équipe | MJ     |         | Passes   | Passes | Passes | Passes | Passes | Passes | Passes  |       | Courses | Courses | Courses | Courses |
| Année  | Équipe | MJ     | Tentées | Réussies | Pct.   | Yards  | TD     | Int.   | Éval.  | Tentées | Yards | Moy.    | TD      |         |         |
| 2014   | TEN    | 7      | 107     | 179      | 59,8   | 1 412  | 8      | 7      | 83,4   | 5       | 4     | 0,8     | 0       |         |         |
| 2015   | TEN    | 7      | 101     | 166      | 60,8   | 935    | 4      | 7      | 66,7   | 9       | 8     | 0,9     | 1       |         |         |
| Totaux | Totaux | Totaux | 208     | 345      | 60,3   | 2 347  | 12     | 14     | 75,4   | 14      | 12    | 0,9     | 1       |         |         |

### Carrière d'entraîneur
En 2020, il est engagé comme coordinateur offensif à Hillsboro High School à Nashville. En 2021, il est engagé comme entraîneur adjoint à Father Ryan High School. En 2022, il est engagé comme analyste pour le Crimson Tide de l'Alabama.